# Wilhelm von Manderscheid-Kail

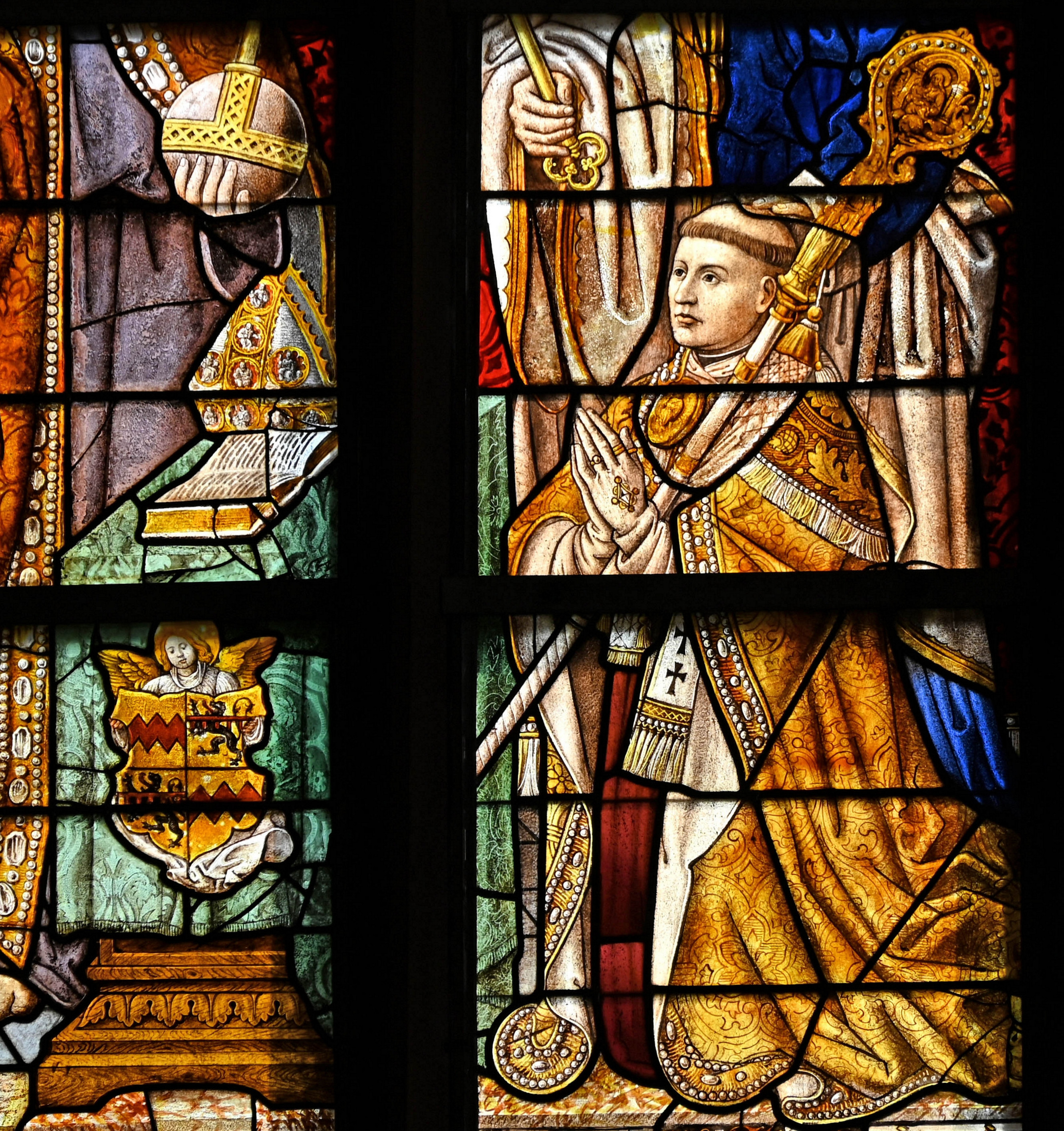
Schlosskirche (Schleiden), Fenster mit Stifterbildnis, Graf Wilhelm von Manderscheid-Kail, Abt von Prüm, Stablot und Malmedy, am Betschemel sein Wappen

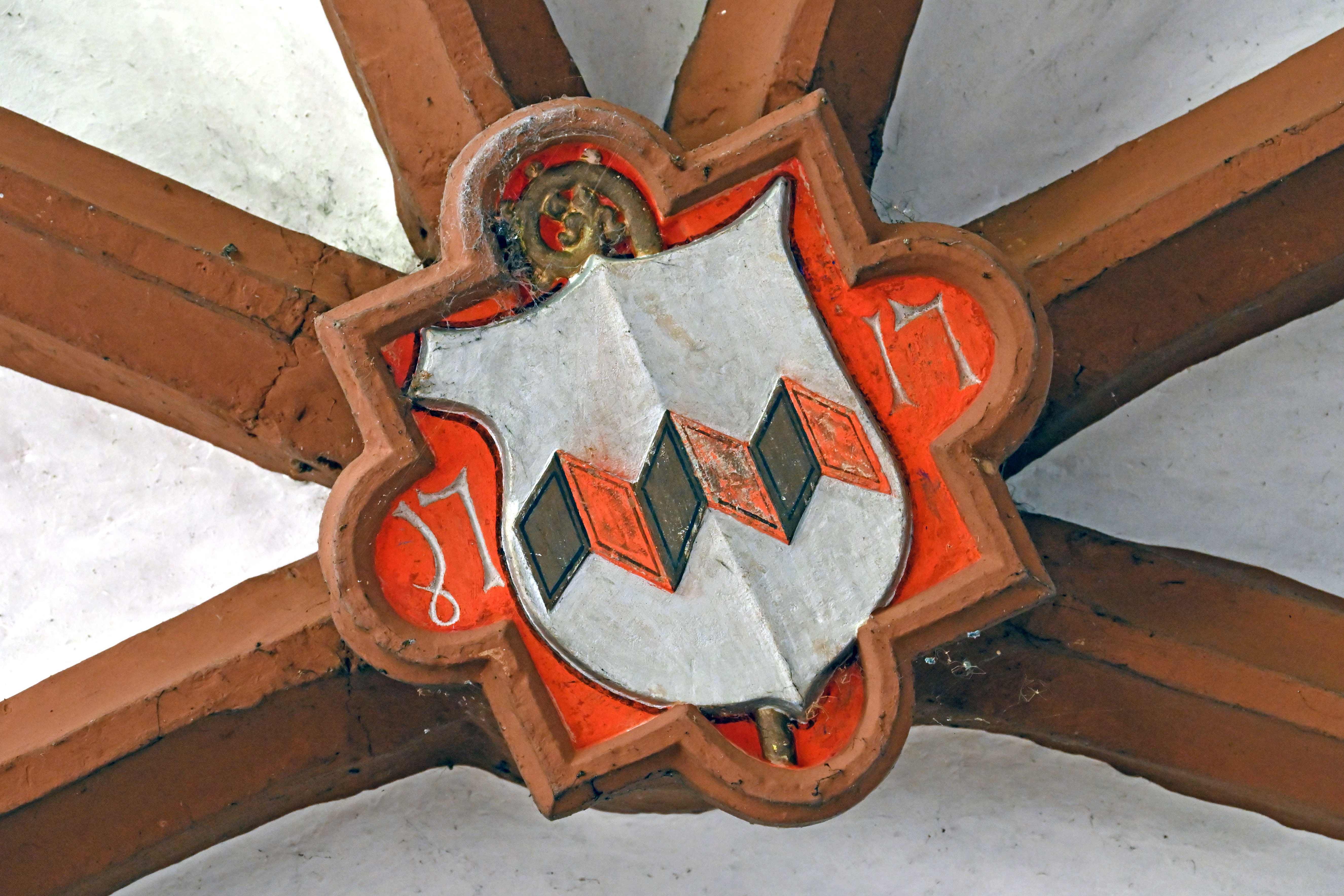
St. Willibrord (Elcherath), Schlussstein mit Wappen des Prümer Abtes Wilhelm von Manderscheid

Wilhelm von Manderscheid-Kail († 1546) war von 1499 bis 1546 Abt der Reichsabtei Stablo-Malmedy sowie von 1513 bis 1546 der Abtei Prüm. Wegen seiner Reformtätigkeit gilt er teilweise als „zweiter Gründer“ von Stablo und Malmedy.

## Leben
Er war Sohn des gleichnamigen Vaters, der Stifter der Linie Manderscheid-Kail war. Die Mutter war Adelheid von Moers-Saarwerden.
Sein Vorgänger Abt Jasper hatte sich als zu schwach erwiesen, die Abtei gegenüber den mächtigeren Nachbarn wirksam zu schützen. Daher wählten die Mönche der beiden Klöster Stablo und Malmedy Wilhelm von Manderscheid zum Nachfolger, weil sie hofften, dass dessen familiären Verbindungen einen besseren Schutz boten. Er selbst war kein Mönch, sondern Laienabt.
Nach einer Zeit des Niedergangs begann mit Wilhelm von Manderscheid in Stablo und Malmedy ein Wiederaufschwung des klösterlichen Lebens. Er orientierte sich hinsichtlich der Gottesdienste und Statuten an der Bursfelder Kongregation. Die Abtei trat der Kongregation offiziell jedoch erst 1654 bei.
Mit Unterstützung von Karl V. und dem Statthalter Heinrich von Nassau gelang es die Kontrolle über die Grafschaft Logne von der Familie von der Mark wiederzuerlangen. Dafür hat Heinrich von Nassau Logne belagert und mit Kanonen beschossen. Er war der erste Abt, der auch den Titel eines Grafen von Logne führte.
Weil das alte Schloss von Stablo inzwischen nur noch eine Ruine war, ließ er 1525 ein neues Gebäude errichten. Dort waren auch die Archive und die Finanzverwaltung untergebracht. Dort konnte er 1540 den zu Besuch weilenden König Ferdinand bewirten.
Er ließ an der Abteikirche in Stablo den Westturm errichten. In Malmedy ließ er das 1482 zerstörte Abteiviertel und die durch Brand zerstörte Kirche 1500 neu errichten. Im Jahr 1504 ließ er die St. Gereons-Quelle nach Malmedy leiten.
Wilhelm nahm dieselbe Position als Laienabt seit 1513 auch in der Abtei Prüm ein. Allerdings hat ihn nur ein Teil der Mönche gewählt. Andere hielten zu Gregor von Homburg. Als dieser kurz darauf starb, wurde Wilhelm vom gesamten Konvent anerkannt. Auch in Prüm ließ er einen Turm der Abteikirche erbauen.
Er ernannte seinen noch jungen Neffen Christoph von Manderscheid-Kail zum Koadjutor, der nach dem Tod Wilhelms tatsächlich Abt von Stablo-Malmedy und Prüm wurde.